# Diamond Jigsaw
«Diamond Jigsaw» es una canción de la banda inglesa Underworld. Fue lanzado el 5 de junio de 2011 como el cuarto sencillo de su octavo álbum de estudio, Barking. Cuenta con la coproducción de uno de los referentes del Trance, como lo es Paul Van Dyk. Alcanzó la ubicación número 42 de la lista de música dance de los Estados Unidos.
El video musical fue dirigido por Simon Taylor y Hudson-Powell.

## Descripción
En Diamond Jigsaw encontramos a un inconfundible Paul van Dyk en sus momentos más poperos. Su producción se hace evidente, aunque lo característico de la voz y entonación de Hyde impiden que nos olvidemos de que estamos ante un tema de Underworld. Sonido optimista, perfecto para la radio, sobre todo por contar con una estructura completa.

## Listado de canciones
| Descarga digital, sencillo |                                                              |          |  |
| N.º                        | Título                                                       | Duración |  |
| 1.                         | «Diamond Jigsaw» (James Dean Bradfield / Loz Williams Remix) | 3:52     |  |
| 2.                         | «Diamond Jigsaw» (The Invisible Vocal Remix)                 | 5:22     |  |
| 3.                         | «Diamond Jigsaw» (The Invisible Instrumental)                | 5:22     |  |
| 4.                         | «Diamond Jigsaw» (Jacob Plant Remix)                         | 5:35     |  |
| 5.                         | «Diamond Jigsaw» (Album Version Louder)                      | 5:37     |  |

| Descarga Digital (Club Mixes) |                                         |          |  |
| N.º                           | Título                                  | Duración |  |
| 1.                            | «Diamond Jigsaw» (Original Mix)         | 5:37     |  |
| 2.                            | «Diamond Jigsaw» (Moguai Remix)         | 7:22     |  |
| 3.                            | «Diamond Jigsaw» (Morgan Page Remix)    | 6:49     |  |
| 4.                            | «Diamond Jigsaw» (Wagon Cookin' Remix)  | 7:30     |  |
| 5.                            | «Diamond Jigsaw» (Julien Chaptal Remix) | 7:17     |  |